# Szczecinki genitalne
Szczecinki genitalne (genital chetae) – rodzaj szczecinek występujący u pierścienic i stawonogów.
U pierścienic nazwą tą określa się szczecinki pełniące funkcję przy rozmnażaniu. Funkcjonują w tym zakresie takie angielskie terminy jak: spermathecal chaeta, penial chaeta, penial seta.
U pcheł szczecinki genitalne położone są w rejonie grzbietowym, brzusznym oraz po wewnętrznej stronie ósmego tergitu odwłoka. Mogą mieć różną wielkość, być skupione lub ustawione w rzędach.